# 브레스트 요새 방어전
브레스트 요새 방어전(러시아어: Оборона Брестской крепости)은 1941년 6월 22일부터 29일까지 브레스트 요새에서 일어난 전투다. 브레스트 요새를 방어하는 소련 붉은 군대와 독일 국방군과의 전투는 오랫동안 알려지지 않다가 제2차 세계 대전 종전 이후 소련의 저항정신의 상징으로 알려지게 되었다. 1965년 브레스트 요새는 1941년 전투에 대한 공훈으로 영웅 요새 칭호를 얻었다.

## 배경

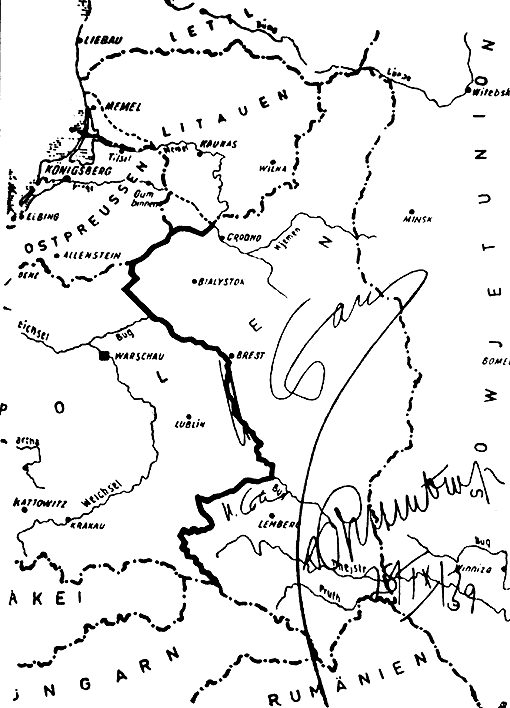
1939년 9월 이후 독일-소련 불가침조약에서 수정된 독일-소련 국경을 그린 지도. 브레스트는 지도의 국경 바로 옆에 붙어 있는 마을이다.

19세기 건추고딘 브레스트 요새는 1939년 나치 독일의 폴란드 침공 당시 브셰시치 리테프스키 전투가 일어났던 곳이었다. 1939년 독일-소련 불가침 조약에 따라 브레스트 주변을 비롯한 폴란드 영토의 52%가 소련 영토로 인정받았다. 1941년 여름엔 독일이 소련을 침공할 준비를 하며 요새 공략에 나섰다.
독일군은 바르바로사 작전 첫날 중앙 집단군이 브레스트와 브레스트 요새를 장악하기로 계획했다. 도시와 요새를 점령하기 위해 바르샤바-모스크바 철도 및 고속도로를 따라 부크강을 도하하기로 하였다.

## 각군의 병력
요새에 주둔해 있던 소련군은 군인, 전차병, 국경수비대, NKVD 요원을 포함하여 약 9,000명 가량이 있었다. 요새에 주둔한 병력엔 소련군 대령 미하일 파푸시샤프코와 소장 이반 시도로비치 라자렌코가 지휘하는 제6, 제42 소총병 사단 일부와 NKVD 국경수비대 예하 제17 요새방위대, 제132 NKVD 파견보급대대, 의무여단, 의무벼오가 같은 기타 소규모 병력이 있었다. 이 외에도 요새 내엔 군인 가족 300명도 같이 살고 있었다.
전투 첫날 요새 공략에 나설 독일군으로는 17,000명 가량의 제45 보병사단으로 이루어졌다. 전투 전 첫 5분간은 제31, 제34 보병사단의 포병 포격 지원을 해주기로 하였다. 제45사단은 전쟁 계획에서도 전차를 배정받지 못했으나, 6월 22일 제34사단에게 돌격포(Sturmgeschütze) 지원을 받았으며 6월 29일엔 Ju 88 항공기의 23회 폭격 지원을 받았다.

## 포위전

1941년 6월의 브레스트 요새 지도.

1941년 6월 22일, 어떠한 사전 경고 없이 추축국이 요새를 공격하면서 소련군과 독일국 사이 첫 전투가 일어났다. 29분간 포와 네벨베르퍼(Nebelwerfers)를 동원한 포격 이후 독일 국방군의 공격이 시작되었다. 처음 갑작스런 포격은 전투준비가 안된 요새에 혼란을 가져와 중장비 및 여러 인명손실이 나왔다. 포격 시작 4분 후 독일 첫 공격대가 부크강을 도하하였다. 소련군은 이에 제대로 대응하지 못해 구체적인 전선을 만들지 못하고 요새 내 여러 고립된 거점에서 방어하였다. 소련군 대부분은 요새 내로 돌입한 독일군에게 포위당했다. 하지만 독일군은 초반 기습의 우세를 이어가지 못하고 후속 보병의 요새 타격 작전에서 많은 사상자가 나왔다. 요새 전투 첫날에만 독일군 281명이 사망했다. 이틀동안 격렬한 전투가 이어졌다. 24일 밤까지 독일군 368명이 사망하고 소련군 4-5,000명이 사상했다.
6월 25일과 26일에는 요새를 중심으로 저항이 계속되었다. 26일 밤엔 동부 요새를 제외한 브레스트 요새 북부의 코브린 요새 구역 대부분이 점령되었다.

동부 요새엔 격렬한 전투가 이어졌는데, 독일군 제45 보병사단의 지휘관인 소장 프리츠 스치리퍼는 국방군최고사령부(OKW)에 다음과 같은 전투보고서를 남겼다. 
| “ | "깊은 참호와 말안장 모양의 벌판에서 뿜어지는 조직된 소총 탄막과 기관총 사격 때문에 보병만으로 이곳을 뚫기는 불가능합니다. 이곳을 뚫기 위해서는 완전히 포위시켜 소련군을 배고프고 지치게 만드는 방법밖엔 없습니다. 우리 군은 소련군을 무너뜨리기 위해 어떤 수단도 사용할 준비가 되어 있습니다... 그들을 항복하게 하러는 시도는 실패했습니다..." | ” |

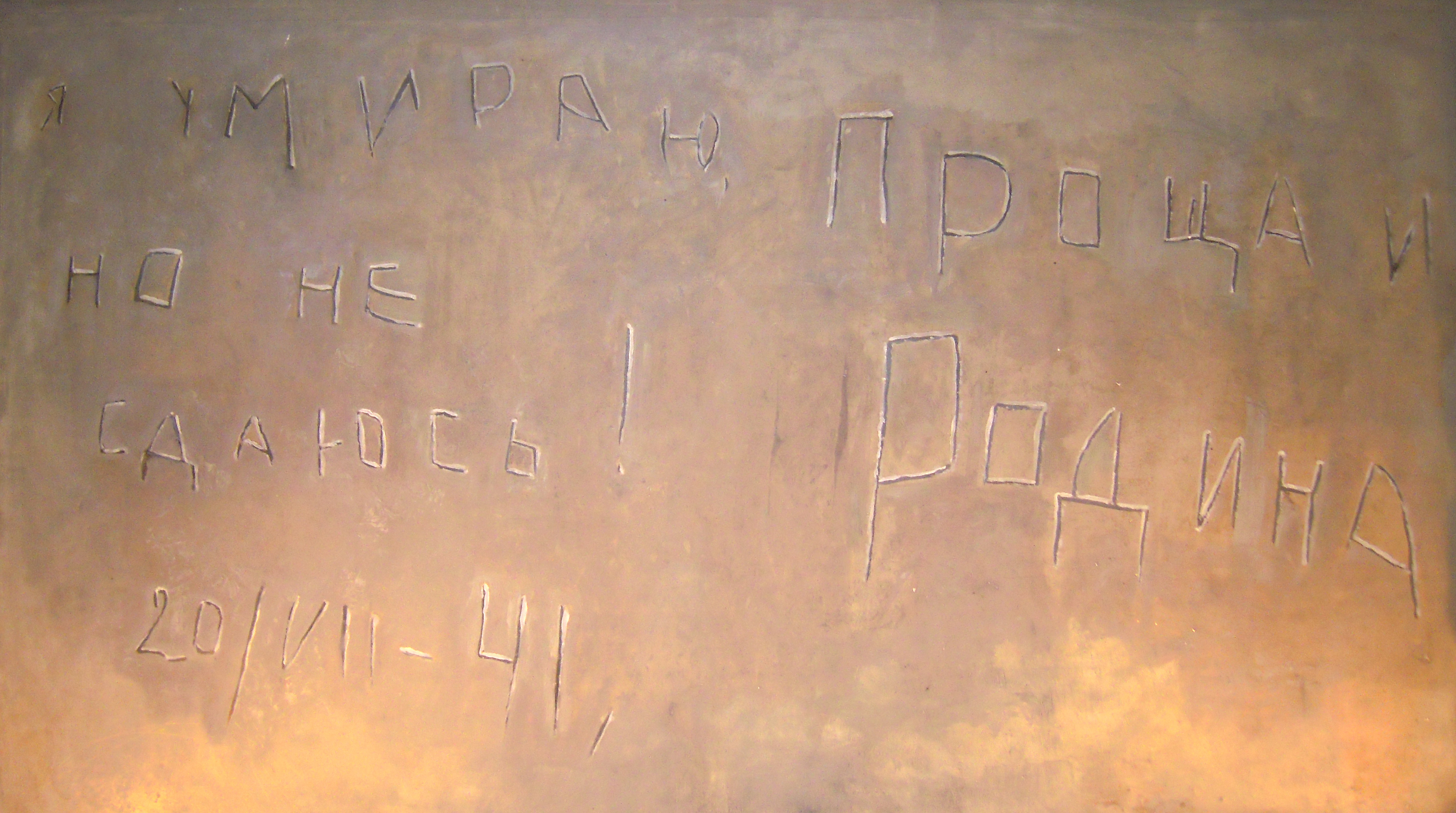
요새 내에서 발견된 낙서 복사본. "나는 죽어가지만 절대로 항복하지 않을 것이다! 조국이여 안녕. 20.VII.41". '브레스트 요새 방어전 박물관' 전시품.

소련군은 전투 초기 기습, 수적 열세, 보급 부족, 외부와의 고립 등으로 수세에 몰렸으나 소련군 대부분은 독일군이 예상했던 것보다 훨씬 오랫동안 저항했다. 독일군은 다양한 포, 15 cm 네벨베르퍼 41 로켓포, 화염방사기 등을 도우언하여 화력을 강화했다. 요새 내 민간인들은 기관총 드럼과 카트리지 벨트를 들어주다 부상을 입기도 하고, 소총으로 요새를 같이 방어하기도 하였다. 어린이들도 반파된 보급기지에서 음식을 가져다주거나 노획한 무기를 주고 적군을 정찰하는 등의 도움을 주었다.
스치리퍼는 세부보고서에서 다음과 같이 적었다.
| “ | "제81 전투공병대대는 섬 중앙의 빌딩을 폭파시키라는 임무를 받았다 ... 목표는 섬 북부의 계속되는 러시아(주:소련군)의 화력을 없애는 것이다. 폭발물이 건물 지붕에서 창가 쪽으로 떨어지며 퓨즈가 끊어졌다. 폭발과 함께 비명지르는 소련 병사 소리를 들었으나 그들은 계속해서 싸웠다." | ” |

독일군 사제인 루돌프 구스톨프는 다음과 같이 적었다.
| “ | "완고한 전투 끝에 우리는 한가지 방어자세를 취했다. 중앙 섬의 일명 '시청' 수비대는 건물 자체를 폭파시켜서야 없어졌다 ... 건물 벽이 강력한 폭발로 붕괴될 때까지 저항이 계속되었다." | ” |

6월 24일, 독일군이 요새 거의 대부분을 장악한 가운데 일부 소련군은 이반 주바치보프 지휘하에 모여 재조직하여 저항하였다. 부지휘관은 정치장교 예핌 포민이었다. 6월 26일엔 소련군 분대가 포위망에서 벗어나러 했으나 실패하고 많은 사망자가 나왔다. 같은날 주바치보프와 포민이 포로가 되었다. 주바치보프는 함멜부르크의 포로수용소로 끌려가 그곳에서 죽었다. 예핌 포민은 정치장교이자 유대인이라는 이유로 즉시총살 되었다.
동부 요새는 보병으로 함락되지 않아 6월 29일 루프트바페가 두 차례 폭격을 감행해 수비군 360명이 항복했다.
R. 구스톨프는 다음과 같이 적었다.
| “ | "6월 30일 브레스트를 포기하라는 명령을 받았다. 7월 1일 아침 부대원들은 사단 묘지에서 전날 펼쳐진 전투로 사망한 부대원들을 추모하는 의식을 가졌다 ... 사단 산하 부대 대부분은 7월 2일 요새를 포기하고 항복했다." | ” |

8일간의 격렬한 전투 후 독일군이 요새를 장악하였다. 하지만 전략적 목표였던 모스크바로 가는 주요 고속도로, 철도 장악 및 부크 강 다리 점령은 전쟁 첫날 이루었다. 독일군 사상자가 많이 나와 독일군 최고사령부는 프리스 스치리퍼 장군에게 1941년 6월 22일-29일 있었던 요새 전투에 대해 상세보고서를 작성할 것을 명령했다. 이 보고서는 1941년 7월 8일 완성되었다. 이 보고서의 복사본은 1941-1942년 겨울 소련군이 러시아 리브니 마을 근처에서 노획하였다.

동부 요새가 함락된 후에도 소련 병사 개개인이나 작은 소분대가 요새 내에 계속 숨어있던 것으로 추정된다. 전후 요새 벽에 전쟁 중 그린 것으로 추정되는 그래피티를 발견했다. 이 그래피티는 방어전의 상징물이 되었다. 이 그래피티 중 2개는 다음과 같이 적혀 있다.
| “ | 우리는 죽을 것이지만 요새를 떠나지 않을 것이다 | ” |

| “ | 나는 굶주리지만 항복하지 않을 것이다. 조국이여, 안녕히. 20.VII.41. | ” |

브레스트 요새 방어전에 참전했던 소령인 표트르 가브릴로프는 7월 23일에야 체포되었다.
일부 저자들은 8월 8일 아돌프 히틀러와 베니토 무솔리니가 요새를 방문하자 중요인물 보호를 위해 최고 보안으로 요새를 만들었을 때야 저항군을 퇴치하여 완전히 저항을 뿌리뽑았다고 쓰고 있다. 문서상 남아있는 1941년 6월 29일 이후 저항은 1941년 7월 23일 있었던 총격전과 그 다음날 소련군 중위를 포로로 잡았다는 내용의 보고서가 있다.
독일군은 브레스트 요새 전투로 429명이 사망하고 668명이 부상을 입었다. 소련군은 6,800명이 포로가 되었고 2,000명이 사망했다. 1941년 6월 30일까지 동부 전선에서 독일군의 총 사망자 8,886명과 비교하면 요새 전투 사망자는 상당히 큰것이었다. 브레스트 요새 전투 사망자는 당시 사망한 독일군 사망자의 5%를 차지했다.

## 여파
1971년엔 요새 중심부에 '브레스트 요새 방어전 박물관'이라는 거대 추모시설이 개장하였다. 이 지역 내부엔 사회주의적 사실주의 스타일의 기념울이 전시되어 있다.

## 추가 자료
- Rostislav Aliev; Stuart Britton (2013년 10월). 《The Siege of Brest 1941: A Legend of Red Army Resistance on the Eastern Front》. Pen & Sword.
- Kristian Gantser [Christian Ganzer]: Stalina dlinnaya ten’. Plen kak klyuchevaya problema istoriografii oborony Brestskoy kreposti [Stalin's long shadow. Captivity as the central problem of a historiography of the defense of the Brest fortress]. In: Kristian Gantser [Christian Ganzer], Irina Yelenskaya, Yelena Pashkovich [et al.] (ed.): Brest. Leto 1941 g. Dokumenty, materiyaly, fotografii. Smolensk: Inbelkul’t, 2016, p. 22-41.
- Kristian Gantser [Christian Ganzer], Irina Yelenskaya, Yelena Pashkovich [et al.] (ed.): Brest. Leto 1941 g. Dokumenty, materiyaly, fotografii. Smolensk: Inbelkul’t, 2016. ISBN 978-5-00076-030-7
- Ganzer, Christian: German and Soviet Losses as an Indicator of the Length and Intensity of the Battle for the Brest Fortress (1941). In: The Journal of Slavic Military Studies, Volume 27, Issue 3, p. 449-466.
- Ganzer, Christian; Paškovič, Alena: „Heldentum, Tragik, Kühnheit.“ Das Museum der Verteidigung der Brester Festung. In: Osteuropa 12/2010, pp. 81–96.
- Christian Ganzer: Remembering and Forgetting: Hero Veneration in the Brest Fortress. In: Siobhan Doucette, Andrej Dynko, Ales Pashkevich (ed.): Returning to Europe. Belarus. Past and Future. Warsaw 2011, p. 138-14.
- Ganzer, Christian: Czy „legendarna twierdza“ jest legendą? Oborona twierdzy brzeskiej w 1941 r. w świetle niemeckich i austriackich dokumentów archiwalnych. In: Wspólne czy osobne? Miesca pamięci narodów Europy Wschodniej. Białystok/Kraków 2011, S. 37-47.
- Kershaw, Robert, War Without Garlands: Operation Barbarossa 1941-1942, Ian Allan Publishing, 2010
- Moschansky, I. & V. Parshin, THE TRAGEDY OF BREST 1941, Military Chronicle 2007 Paperback (Russian text but English summary and captions)